# Леушинцы
Леушинцы — деревня в Белохолуницком районе Кировской области. Входит в Поломское сельское поселение (Белохолуницкий район).

## География
Находится на расстоянии примерно 31 километр по прямой на север от районного центра города Белая Холуница.

## История
Известна с 1702 года как вотчина Успенского Трифанова монастыря. В 1764 году 45 жителей. В 1873 году в ней было учтено дворов 5, жителей 42, в 1905 году дворов 7 и жителей 48, в 1926 22 и 136 соответственно, в 1950 28 и 116. В 1989 году проживало 83 человека.

## Население
Постоянное население  составляло 75 человек (русские 99%) в 2002 году, 61 в 2010.